# 燗酒

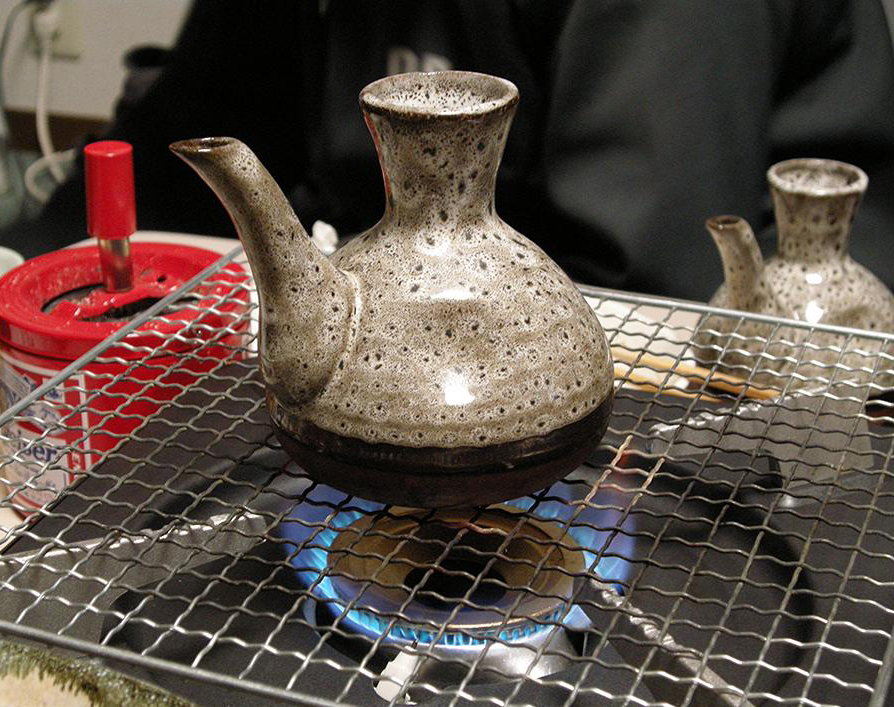
ガスコンロでお燗する様子

燗酒（かんざけ、異体字 : 𤏐酒）とは、加熱した酒のことである。なお、酒自体を加熱する行為のことを、燗（かん）を付ける、お燗（おかん）するなどと言い、燗した日本酒は燗酒（かんざけ）と呼ばれる。温度帯による呼び名がいくつかある。ぬる燗、ひなた燗など。ただし、お湯を加えることで酒の温度を上げる行為を燗とは言わず、その場合は、お湯割り（おゆわり）と呼んで区別される。基本的に、燗を行う時、加水（お湯も含む）は行われない。（加水が行われるケースについては、「燗の現状 (焼酎)」の節を参照のこと。）

## 概要
燗は普通、日本酒または中国酒の一部を飲む際に行われる。日本酒を加熱したものを熱燗以外に燗酒と呼ぶこともあるが、燗が行われるのは日本酒だけではない。また、暑い季節にはあまり行われず、寒い冬場に多く行われる傾向にある。山陰地方では、夏場でも燗酒を飲む文化があり、また山陰の酒蔵は燗酒に特化した酒造りをやっている蔵が多くある。燗は、日本や中国では古くから行われてきた行為であり、現在でも行われる行為だが、世界的に見ると珍しい行為である。対して、酒のお湯割りは、世界中で行われる行為である。
なお、ワインを燗することもあるものの、日本酒や中国酒に比べると頻度が低い。ワインの場合、どちらかと言えばカクテルとしての扱いとなる。（詳しくはワインと燗の節やグリューワインを参照。）

## 日本酒と燗
熱燗は酒を味わいつつ、身体を温められる飲み方として冬に多く行われる。日本酒は嗜好品であるため真夏でも燗酒を、真冬でも冷酒や冷やを好む者もいる。燗に向いているとして販売される銘柄も多い一方で、日本酒の中でも吟醸酒（純米大吟醸、純米吟醸、吟醸）など高価な酒については原則的に燗をつけず冷やして（常温の「冷や」よりも低い温度の所謂「冷酒」で）提供されることが多い。これは燗をつけると造りの良し悪しが露呈してしまい、純米、アル添を問わず良くも悪くもハッキリと好き嫌いが分かれてしまうことや、特に高温で燗すると繊細な味わいが損なわれると考えて推奨しない蔵元や飲食店も多いことが理由である。
そもそも冷蔵庫や氷で冷やすことは日本酒の伝統からは外れており、（大）吟醸酒だからといって燗はタブーではない。季節（気温）や体調、肴により、冷や（常温）やぬる燗、熱燗などの好みの温度で飲まれることを杜氏をはじめ酒蔵人は望んでいる。それゆえ、「沈んでいた香りが立ってくる」などとして吟醸酒でもぬる燗を薦める記述を製品ラベルに記載する蔵も多くなった。なお、特に夏場に発売の多い純米酒、特別純米などでは人工的に冷やして飲むことを前提に開発された銘柄もあり、全てが燗に適する、燗しなければならないということでもない。
日本酒は、古くから燗が行われてきた。燗という行為は、世界的に珍しい行為ではあるものの、醸造酒に燗をするのは、焼酎のような蒸留酒に燗をすることに比べると、珍しい行為ではない。例えば、中国の黄酒を飲む際などにも、古くから行われてきた行為である（詳しくは「中国酒と燗」の節などを参照のこと）。江戸末期の俳人雀庵は『さへづり草』で「酒をあたためるをカンと云。カンとは熱からず、冷たからぬ間をいへるにて間也」と記している。
燗を専門とする職人がいる。
ひれ酒や骨酒では魚の旨味を引き出すため熱い燗酒が注がれる。燗をつける際、基本的にスパイスや砂糖などが加えられることはない。原酒のようにアルコール度数の高い日本酒では加水してから燗をつけることもある。

### 手法
鍋や銚子を直火にかけて燗をつけていたが、江戸時代の文化年間には、銅製または錫製の銚釐（チロリ）で燗をつけた。天保年間には、畿内地方ではチロリが用いられていたが、江戸では既に燗徳利（かんとっくり／かんどくり）が流行していた。箱火鉢には、脇に水を入れてその中に燗徳利を漬ける器具が備わるようになった。

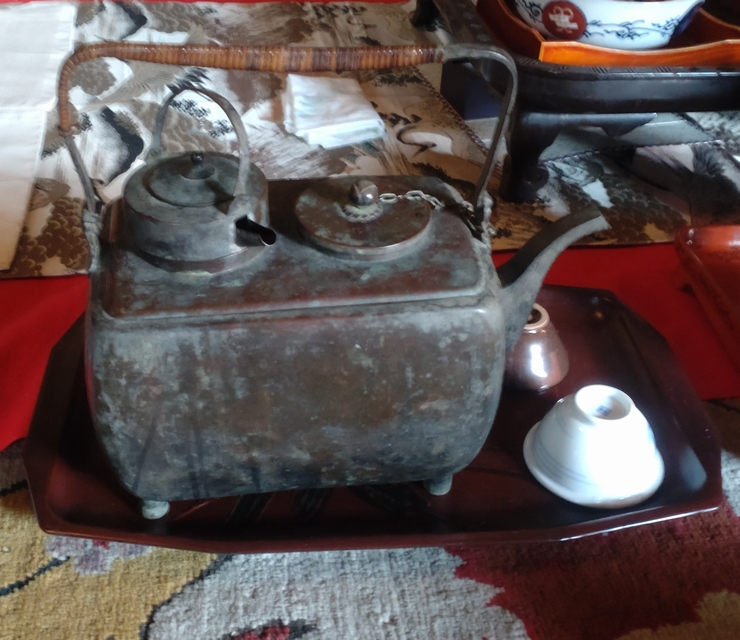
小林家（北海道栗山町）に展示されている酒燗器

明治時代、一般に燗徳利が、まれにチロリや鳩徳利が、使用された。後に酒場では酒燗器も使われるようになった。これは器内で湯を沸かし、内管に上から酒をそそぎ、下部の活栓を開ければ直ちに燗のつけられた酒が流れ出るものである。現在では業務用のものとして電気式あるいはガス式の酒燗器（機）も販売されている。大型のものの多くは一升瓶を酒燗器上部に逆さまにセットし、中の酒を本体内部に取り込んで一定量を設定温度に加熱し、下部に置いた燗徳利に注ぐものである。また、電気式あるいはガス式の燗銅壺（どうこ）もあり、これは酒を入れた燗徳利を温める方式のものである。
一部の家庭や飲食店、ホテル・旅館では、徳利に入れた日本酒を電子レンジで熱燗にする場合もある。他方、電子レンジなどを使うと「温度が急に上がって味が落ちる」「雰囲気や風情に欠ける」として、湯煎に拘る店・個人も多い。

### 日本酒の燗における温度表現
日本酒の燗では細かな温度表現があり、一般的には以下のように分類される。飲用温度はあくまでも目安である。
| 名称                       | 飲用温度  | 備考                                                                     |
| -------------------------- | --------- | ------------------------------------------------------------------------ |
| 飛び切り燗（とびきりかん） | 55 °C前後 | 熱燗よりもさらに辛口になるとされる。                                     |
| 熱燗（あつかん）           | 50 °C前後 | キレが出て辛口になり、香りもシャープになる                               |
| 上燗                       | 45 °C前後 | 香りが引き締まるとされる。                                               |
| ぬる燗                     | 40 °C前後 | 香りが開くとされる。                                                     |
| 人肌燗                     | 37 °C前後 | 米や麹の香りを楽しむのに適しており味に膨らみがでるとされる。             |
| 日向燗（ひなたかん）       | 33 °C前後 | 香りが引き立つ温度とされる。                                             |
| 冷や                       | 常温      | 熱燗と比べて温度が低いため「冷や」と呼ばれており、冷却したわけではない。 |
| 涼冷え（すずびえ）         | 15 °C前後 | 冷蔵庫から出してから少し時間が経過した状態。                             |
| 花冷え                     | 10 °C前後 | 香りが弱くなる。                                                         |
| 雪冷え                     | 05 °C前後 | 香りがほぼ無くなる。                                                     |

涼冷え、花冷え、雪冷えは沢の鶴が提唱した表現である。
これら以外の名称として、飛び切り燗を更に越えた温度に対して煮酒と呼ぶなど様々な表現が存在する。泉鏡花は潔癖性で酒を煮立つまで温めていいたことから、これを当時の文壇では「泉燗」と呼んでいた。

### 用語
以下に日本酒の記事より抜粋して、日本酒を燗した時に関連する用語を説明する。
- 「燗映え（かんばえ）する」 - 燗をつけることで味が格段に良くなる、日本酒のこと。
- 「燗上がり（かんあがり）する」 - 日本酒に燗をつけたことで、味が引き出された状態のこと。
  - 「味が開く」 - 日本酒に燗をつけたことで、冷たかった時には十分に感じられなかった味が、表に出た状態のこと。
  - 「香りが開く」 - 日本酒に燗をつけたことで、冷たかった時には十分に感じられなかった香りが、表に出た状態のこと。
- 「燗冷まし（かんざまし）になる」 - 一旦燗をつけた日本酒が、冷えてしまった状態のこと。
- 「燗崩れ（かんくずれ）」 - 燗冷ましになった時、日本酒の風味のバランスが崩れてしまった状態のこと。
  - （なお、燗冷ましになっても、必ずしも燗崩れになるとは限らない。）
- 「冷よし、燗よし、燗冷めよし」 - 日本酒は、冷もよいし、燗もよい、燗が冷えたものもよい。呑兵衛はどの状態でも日本酒が好きとの意。

### 缶入り燗酒
日本盛はホット専用の缶入り燗酒を2017年に発売した。酵母や仕込み方法を工夫し、コンビニエンスストアなどで連続加温した状態で陳列・販売できるようにした。
富久娘酒造がかつて販売していた「燗番娘」（商品上の表記は「𤏐番娘」）や白龍のふぐひれ酒のように、特殊な加熱容器により火を用いずに燗を行えるようになっているものも存在した。生石灰（酸化カルシウム）と水を混合した時に起こる発熱反応を利用している。

### 歴史的変遷
『貞順故実聞書条々』によれば、酒の燗は9月9日から3月2日までであるという。
庶民の間では、清酒が発明された16世紀後半に通年で燗酒を飲む習慣が現れた。ルイス・フロイスの『日欧文化比較』には、日本人はほとんど一年中酒を温めて飲むという記録がある。この習慣は江戸時代にも続き、江戸の人々も一年中燗酒を飲んでいた。

### カクテルの材料
カクテルの材料に燗した日本酒が用いられる例として、オレンジ・サキニーや卵酒がある。しかし、オレンジ・サキニーや卵酒は、燗酒ではなく、カクテルとして扱われる。

## 中国酒と燗
中国の醸造酒（黄酒）である紹興酒もまた、燗をつけて飲むことがある。日本酒の場合と同様で、暑い時期にはあまり行われず、寒い時期に多く行われる傾向にある。また、基本的にスパイスや砂糖などが加えられることはなく、加水も行わない。

### 歴史
日本酒を燗するのと同様に、紹興酒などの黄酒を燗することも古くから行われてきた。

## 焼酎と燗
日本酒の場合と同様で、暑い時期にはあまり行われず、寒い時期に多く行われる傾向にある。また、基本的にスパイスや砂糖などが加えられることはない。ただし、日本酒とは違って加水が行われることもある。

### 焼酎に燗を行うことの特殊性

#### 燗を行うことの特殊性
上記にもある通り、燗とは、酒自体を加熱する行為のことである。通常は、日本酒や中国酒の一部を飲む際に行われる。お湯割りとの違いは、加水（お湯を加える行為）を行わないで、酒の温度を上げている点にある。この燗を行うという行為自体、世界的に見ても珍しい。

#### 蒸留酒に燗を行うことの特殊性
焼酎は、日本酒とは違い、蒸留酒である。醸造酒を燗するのではなく、蒸留酒を燗するというのは、世界的に見て非常に珍しい。つまり、この蒸留酒を燗するという飲酒法は、醸造酒を燗することよりもさらに珍しい飲酒法なのである。

### 歴史
かつて日本では、焼酎を燗して飲むという飲酒法が、よく行われていた。例えば宮崎地方では、焼酎を入れた、日向燗徳利（ひゅうがちろり）と呼ばれる、素焼きで作られた酒器やスズで作られた酒器を、囲炉裏（いろり）にさして燗を行った上で、焼酎を飲んでいたのである。鹿児島県でも、焼酎に燗を付けて飲むことがあった。（現在でも、稀に焼酎を燗して飲むということが行われることもある。）
この焼酎を燗して飲むという飲酒法は、日本酒を燗して飲む飲酒法がすでに存在していたことに起因するのではないかという説もある。つまり、焼酎の登場が日本酒の登場よりも、ずっと後であったために、日本酒の飲み方が、そのまま焼酎にも当てはめられたのではないか、というわけだ。

### 燗の現状 (焼酎)
燗をして飲まれる焼酎は、アルコール度数が低いことが多い。なお、アルコール度数が高い焼酎（特にアルコール度数35％を超える焼酎）は、加水（水、または、湯を加える行為）を行って、アルコール度数を下げてから燗をすることもある。しかし、アルコール度数が高い焼酎の場合は、お湯で割ることにより、燗の代わりとして飲むことが多い。お湯で割れば自動的に温度が上がるからである。
ただし、お湯で割っただけの状態の場合、燗をしたとは言えない点に注意が必要だ。つまり、たとえ焼酎にお湯を加えて温度が上昇したとしても、その後、さらに加熱を行わなければ、燗をしたとは言えないのである。この点を混同してはならない。
なお、事前（飲む前日以前に。直前ではない。）に、加水（お湯は使用しない。）しておくことを、前割りと呼ぶ。前割りすることで焼酎と水が馴染むため、前割りした焼酎を燗すれば、お湯割りよりもまろやかさが増す。
焼酎を燗するための酒器に薩摩焼の「黒ぢょか」がある。「黒ぢょか」で燗をする場合は前割りした方が好ましい。まれに、電子レンジに入れて燗をつけることもある。1980年代の鹿児島県では、この飲み方が基本であった。
この焼酎に燗をするというのは、あくまで現在では稀に行われることもある焼酎の飲み方である。たとえ、かつては燗して飲まれたものと同じ焼酎であっても、現在では、室温のままストレート、水割り、お湯割りなどが圧倒的に多い。さらには、燗とは全く逆に、冷蔵庫や氷などを用い冷やした上で、焼酎を飲むということまで行われることもある。普通、焼酎に燗をして飲まれることは無くなった。

### この節の参考文献
- 小泉武夫 『酒の話』 p.158 p.162 p.163 講談社 1982年12月20日発行 ISBN 4-06-145676-8

## ワインと燗
シェイクスピアの作品には「十二夜」など幾度も「バーン・サック」(ホット・シェリー酒)が登場する。ヨーロッパでは赤ワインにスパイス（シナモンやクローブなど）や砂糖などを加えて燗をつけたグリューワインがある。しかし、日本酒、中国酒、焼酎の場合は、基本的に何も加えずに燗を行うのだが、対してグリューワインの場合はスパイスなどを加えるため、カクテルとしての扱いとなる。

## ビールと燗
燗をして飲むことを目的として醸造されるビールも存在する。冬季限定で、ベルギーではクリスマスマーケットなどで提供されている。リーフマンス グリュークリークは煮沸時にスパイスを投入して製造されている。

## 関連文献
- 田中利雄「酒の燗と器の変遷 -中世後期から近世にかけて-」『日本醸造協会雑誌』第82巻第3号、日本醸造協会、1987年、175-181頁、doi:10.6013/jbrewsocjapan1915.82.175。